# Zain Bihkha
 (décembre 2020).
Si vous disposez d'ouvrages ou d'articles de référence ou si vous connaissez des sites web de qualité traitant du thème abordé ici, merci de compléter l'article en donnant les références utiles à sa vérifiabilité et en les liant à la section « Notes et références ».
Zain Bhikha, né le 9 août 1974, est un chanteur-compositeur sud-africain d'origine indienne, qui a atteint la célébrité en tant qu'interprète de nasheeds. Lié à d'autres éminentes personnalités musulmanes, dont Yusuf Islam (qui lui a composé le titre Peace Train) et Dawud Wharnsby, Bhikha a collaboré sur les albums d'autres artistes, et a sorti plusieurs albums solo. Il a écrit plusieurs albums religieux sur l'islam.
Bhikha est peut-être mieux connu en dehors de la communauté musulmane pour ses performances avec un batteur et plusieurs chanteurs africains (comme ceux du film de Disney Le Roi lion).
La musique de Bhikha suit presque exclusivement les thèmes islamiques, avec seulement utilisation de la voix et des tambours, puisque l'utilisation d'instruments de musique autres que la voix et le tambour est un point de débat dans la jurisprudence musulmane, considéré « haram »  ou illégal par une partie de la communauté musulmane.

## Travaux actuels
Bhikha  est actuellement impliqué dans des projets éducatifs dans son pays natal, l'Afrique du Sud ainsi que des initiatives internationales pour sensibiliser à travers la chanson[réf. nécessaire]. Il travaille également avec Indian TV Channel paix islamique.
Le 24 avril 2008, Bhikha a participé à une nouvelle internationale, concours de chant annuel sur l'anniversaire du prophète Mahomet, nommé Al mahabbah Festival Awards, à Abu Dhabi.

## Discographie
- 2001 - Faith
- 2002 - Notre Monde
- 2005 - Des montagnes de la Mecque
- 2006 - Allah sait
- 2009 - 1415: Le Commencement
- 2010 - Premièrement, nous devons l'amour
- 2010 - A Way of Life
- 2011 - L'espoir[1]